# 杜达乡
杜达乡是中国黑龙江省齐齐哈尔市富拉尔基区下辖的一个乡，原为民族乡，位于区境南部，嫩江纵贯境内。